# Ставницер, Андрей Алексеевич
Андрей Алексеевич Ставницер (укр. Андрій Олексійович Ставніцер, 19 июня 1982, Тырныауз, Кабардино-Балкария) — украинский бизнесмен и филантроп. Совладелец и CEO порта «Трансинвестсервис». Сын основателя «Трансинвестсервиса» Алексея Ставницера. Основатель Всеукраинского центра военной травмы Superhumans.

## Биография
Родился в семье предпринимателя Алексея Ставницера.
В 1988—1998 года учился в школе № 90 с углублённым изучением немецкого языка Одессы, окончил с отличием.
В 1997—1999 годах учился в колледже Хэрроу Хауз, Великобритания, по специальности «коммерция». В 2012 году окончил Одесский национальный университет имени И. И. Мечникова по специальности «менеджмент организации и администрирование», окончил с отличием.
С 2001 года работал в компании отца «Трансинвестсервис», изначально — в должности помощника главного диспетчера. С 2007 года — генеральный директор.
С 2010 года — директор Международной ассоциации портов и гаваней от Украины.
С 2014 года — Почетный консул Австрийской Республики в Одессе. Консульский округ включает в себя Одессу и Одесскую область.
С 2017 года — член Наблюдательного Совета института Aspen в Киеве.
С 2018 года — член Наблюдательного совета Еврейской Конфедерации Украины.
В 2021 году прошел Stanford University Executive Program «Be
a Leader that Matters».
В феврале 2022 года привлек крупные украинские логистические бизнесы и основал хаб гуманитарной и медицинской помощи Украине Help Ukraine Center.
В 2022 году создал некоммерческий проект Superhumans — всеукраинский медицинский центр военной травмы, который бесплатно реализует протезирование, реконструктивные хирургические операции, реабилитацию и психологическую поддержку для гражданских и военных, пострадавших от войны.

## Собственность
Владеет долями в терминалах ТИС-Руда, ТИС-Уголь, ТИС-Контейнерный терминал, компаниях ТИС-14 причал, ТИС-15 причал, ТИС-Инфраструктура.
С 2016 года вместе с братом Егором Гребенниковым имеют долю в 49 % в проекте по строительству зернового терминала мощностью 5 миллионов тонн, совместно с американской продовольственной компанией Cargill. Стоимость проекта — более $150 млн.
Создатель вместе с директором по развитию МВ Карго Филиппом Грушко инвестиционно-консалтинговой компании SD-Capital.
В 2018 году буксирную компанию Ставницера LB Shipping выкупил крупнейший мировой оператор портовых сервисов P&O Maritime.
В феврале 2020 года международная компания DP World приобрела контрольный пакет в 51 % акций в контейнерном терминале ТИС, совладельцем которого является Ставницер.

## Награды
Победитель в номинации «Человек года на водном транспорте» Национального морского рейтинга в 2014 году, а в 2016 году отказался от премии.
Входит в ТОП-5 самых влиятельных людей Одессы по версии журнала «Новое время». Включён этим изданием в список «Людей нового времени» — людей, которые двигают страну вперед, устанавливая новые стандарты.
Входит в ТОП-100 богатейших украинцев по версии журнала Forbes (2021 год) с капиталом в 215 млн долларов.

## Семья
Отец — Алексей Михайлович Ставницер.
Брат — Егор Алексеевич Гребенников.
Жена — Диана Ставницер. Четверо детей.